# Tersanne
Tersanne é uma comuna francesa na região administrativa de Auvérnia-Ródano-Alpes, no departamento de Drôme. Estende-se por uma área de 9,49 km². Em 2010 a comuna tinha 370 habitantes (densidade: 39 hab./km²).